# عود کوهستان

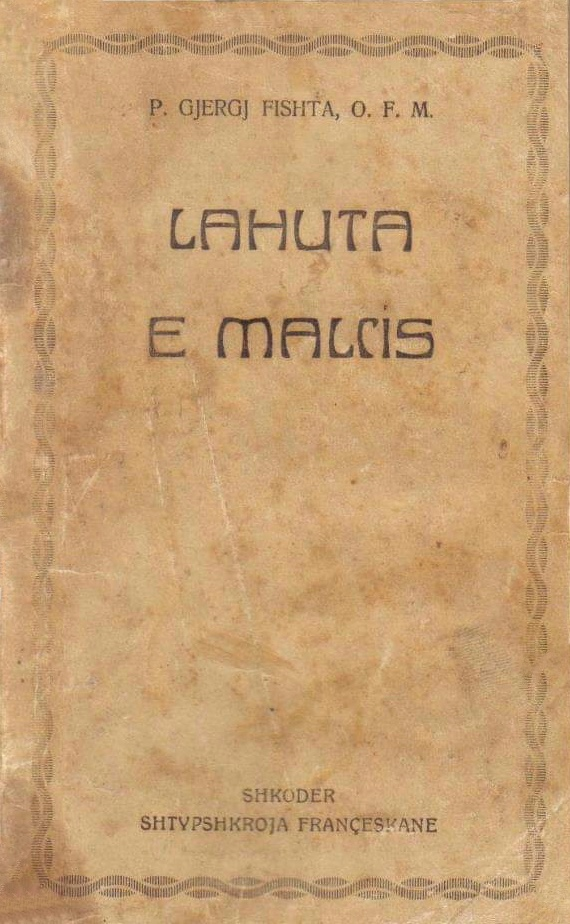
کتاب عود کوهستان

عود کوهستانی (آلبانیایی: Lahuta e Malsisë و به قگ آلبانیایی: Lahuta e Malcís) شعر حماسی ملی آلبانیایی است که توسط راهب و شاعر آلبانیایی، جرج فیشتا، در سال ۱۹۳۷ کامل و منتشر شده. این نوشته به زبان قگ آلبانیایی سروده شده و شامل ۳۰ آهنگ و بیش از ۱۷۰۰۰ بند است که توسط بسیاری از محققان به ایلیاد آلبانی شهرت یافته.
فیشتا زمانی که این اثر را سرود، تحت تأثیر راهبان فرانسیسکن کرواتی به عنوان یک دانش آموز در صومعه‌های اتریش-مجارستان حضور داشت و خود می‌گوید: کار اصلی Lahuta e Malcís تحت تأثیر حماسه‌های ملی ادبیات کروات و صرب است. اما مبارزه علیه امپراتوری عثمانی انگیزه‌ای ثانویه برای او بود و محور اشعار او مبارزه با اسلاوها (صرب و مونته‌نگرو) است، که پس از قتل‌عام و اخراج مردم آلبانیایی صورت گرفته. این کار در دوره کمونیست آلبانی و یوگسلاوی با توجه به محتوای ضد اسلاوی خود، ممنوع اعلام شد. و از آن به عنوان اثری «شوونیستی» و «ضد اسلاوی» در دانشنامه بزرگ شوروی (۱۹۵۰) نام برده شده و از فیشتا به عنوان «جاسوسی که برای مبارزه با اسلاوها» اجیر شده، یاد کرده‌اند.
ترجمه انگلیسی عود کوهستانی در سال ۲۰۰۵ توسط رابرت ایزه و جانیس ماتی-هک منتشر شد (شابک ‎۹۷۸–۱۸۴۵۱۱۱۱۸۲).